# Comédie Bastille
Ne pas confondre avec Théâtre de la Bastille.
Comédie Bastille est une théâtre parisien situé au 5 rue Nicolas-Appert, dans le XIe arrondissement de Paris.

## Histoire
En 1985, un atelier de menuiserie est transformé en théâtre. En 2010, 50 théâtres privés de Paris réunis au sein de l’Association pour le Soutien du Théâtre Privé (ASTP) et du Syndicat National des Directeurs et Tourneurs du Théâtre Privé (SNDTP), dont fait partie la Comédie Bastille, décident de se renforcer grâce à une nouvelle enseigne, symbole du modèle historique du théâtre privé : les “Théâtres Parisiens Associés”